# Estádio Nhozinho Santos
O Estádio Municipal Nhozinho Santos é um estádio de futebol brasileiro localizado no bairro Vila Passos, em São Luís, Maranhão, Brasil.
Com capacidade máxima de 12 891 pessoas, o estádio é de propriedade da Prefeitura de São Luís.
Seu nome é em homenagem a Joaquim Moreira Alves dos Santos, pelas mãos do qual ocorreu o nascimento das atividades esportivas no estado.

## História
O Nhozinho Santos foi inaugurado em 1 de outubro de 1950. O jogo inaugural foi entre o Sampaio Corrêa e o Paysandu, e o Sampaio venceu por 2 a 1. O primeiro gol do estádio foi marcado pelo jogador Hélio (Paysandu), aos 25 do 1º tempo.
Em 5 de novembro de 1967, Pelé veio a São Luís para participar de um amistoso do Santos FC contra a seleção maranhense, realizada pela então primeira-dama do estado, Marly Sarney. O jogo terminou 1 a 0 para o Santos, com gol de Silva, aos 17 minutos do segundo tempo.  Foi a última vez que Pelé esteve no Maranhão. 
O recorde de público do estádio é de 24.865 pessoas em 26 de março de 1980, quando o MAC empatou com o Vasco da Gama em 0 a 0.
Em 2011, o Nhozinho Santos passou por reformas, nas quais foram colocadas cadeiras em toda a arquibancada, devido a isso o estádio teve sua capacidade reduzida em aproximadamente 3.000 lugares, passando de 16.500 para cerca de 12.891 espectadores.

### Interdição
Após a reinauguração do Estádio do Castelão em 2012, o Nhozinho Santos voltou a servir de estádio secundário para os clubes da capital, e passou a receber eventos esportivos menores, ficando parcialmente abandonado. Com a falta de manutenção, após uma vistoria realizada em 6 de outubro de 2015 pelo Corpo de Bombeiros Militar do Estado do Maranhão e membros do PROCON, o estádio foi completamente interditado após não serem cumpridas parte das exigências feitas na última vistoria, que havia acontecido em 2013.

### Proposta de parceria público-privada pelo Moto Club
Em 16 de dezembro de 2015, durante um evento realizado pelo Moto Club em São Luís, o presidente do clube, Hans Nina, apresentou uma proposta de parceria público-privada com a Prefeitura de São Luís para reformar e administrar o Nhozinho Santos. A Prefeitura de São Luís, no entanto, ainda não se posicionou sobre o assunto.